# 焦华峰
焦华峰（1981年9月24日—）是中国古典式摔跤运动员。

## 经历
焦华峰是河北省吴桥县于集镇东焦庄村人。1992年，前往山东省乐陵的一家武校学武，1993年偶遇德州体校摔跤教练崔玉德。他从此走上了摔跤之路。1996年因为成绩出色被输送到上海体育学院，并师从亚特兰大奥运会铜牌得主，古典式摔跤名将盛泽田。2002年在安徽举行的全国古典式摔跤锦标赛上获得了54公斤级第四名，并入选国家队。2006年在卡塔尔多哈举行的亚运会上，一举夺得男子55公斤级古典式摔跤冠军，为中国队获得16年来该项目的第一个亚洲冠军。
2008年5月9日在意大利罗马获得了古典式摔跤奥运会资格赛55公斤级冠军，为中国摔跤代表队增加了一张奥运会“入场券”。
在2008年夏季奧林匹克運動會摔跤比賽—男子古典式55公斤級首轮比赛中被淘汰，早早结束了比赛。